# Boccaleone (Bergamo)
Boccaleone [bokːaleˈoːne] (Bocaliù [bokaliˈu] in bergamasco) è un quartiere del comune di Bergamo. Si trova nella parte orientale della città, al confine con i comuni di Seriate e di Orio al Serio.

## Storia
Fino al 2009 faceva parte della circoscrizione sei, accorpata poi nella circoscrizione 1, abolita nel 2014.
Dal 2018 è stabilmente presente una Rete di quartiere che raggruppa tutte le realtà presenti ed operanti a Boccaleone con l'obiettivo di collaborare con il Comune di Bergamo per migliorare la qualità della vita del quartiere  
A Boccaleone si trova la fiera di Bergamo, moderna struttura che ospita diverse manifestazioni fieristiche organizzate da Promoberg così come vari raduni cittadini (incontri con personaggi politici, assemblee di numerosi istituti bancari, ecc.).
Nel quartiere si trova anche la chiesa dedicata ai Santi Pietro e Paolo, il convento delle suore Missionarie Comboniane e quello delle suore Clarisse (di clausura).
La parrocchia di Boccaleone è dedicata ai santi Pietro e Paolo, la cui chiesa, progettata da Elia Fornoni, venne edificata nel 1910.
A Boccaleone è anche conservata, e utilizzata per le funzioni religiose, una statua della Madonna realizzata in oro utilizzando gli anelli, i gioielli e i possedimenti dei parrocchiani che, nel 1910, vollero donare a tal fine.
Nel febbraio 2009 è stato inaugurato il nuovo oratorio.
Fino al 1956 era presente in zona il capolinea della linea 9 della rete tranviaria di Bergamo.
Il Centro Giovanile Virescit Boccaleone, squadra calcistica con un discreto successo ed arrivata a disputare lo spareggio per accedere alla serie B nella stagione 1987-1988, ha avuto origine da questo quartiere..
Secondo la tradizione popolare per le vie del quartiere nelle notti si aggira la Farantuala, figura folkloristica che si ritiene sia ispirata a qualche persona realmente esistita in passato, che ama burlarsi dei più piccini attendendoli nella penombra per poi spaventarli. La sua figura è spesso usata dalle madri per convincere i propri bambini ad andare a letto la sera.
La località ospita anche Villa la Gargana la cui edificazione risale al XIV secolo, per essere poi modificata fino al XVII secolo.